# Distretto di Wudang
Il distretto di Wudang (乌当区S, Wūdāng QūP) è un distretto della Cina, situato nella provincia del Guizhou e amministrato dalla prefettura di Guiyang.